# Suki Horton
Andreana Horton detta Suki (Anchorage, 3 maggio 1982) è un'ex sciatrice alpina statunitense.

## Biografia
Sorella di Andre, a sua volta sciatore alpino, e attiva dal dicembre del 1997, la Horton in Nor-Am Cup esordì il 7 dicembre 1998 a Mammoth Mountain in supergigante (15ª), conquistò l'unico podio il 28 febbraio 2001 Whistler in discesa libera (2ª) e prese per l'ultima volta il via il 1º marzo 2004 a Panorama in supergigante (24ª). Si ritirò al termine di quella stessa stagione 2003-2004 e la sua ultima gara fu lo slalom gigante dei Campionati statunitensi 2004, disputato il 23 marzo ad Alyeska e chiuso dalla Horton al 30º posto; non debuttò in Coppa del Mondo né prese parte a rassegne olimpiche o iridate.

## Palmarès

### Nor-Am Cup
- Miglior piazzamento in classifica generale: 17ª nel 2002
- 1 podio:
  - 1 secondo posto

### South American Cup
- Miglior piazzamento in classifica generale: 21ª nel 2004
- 1 podio:
  - 1 terzo posto